# 에스테르하지

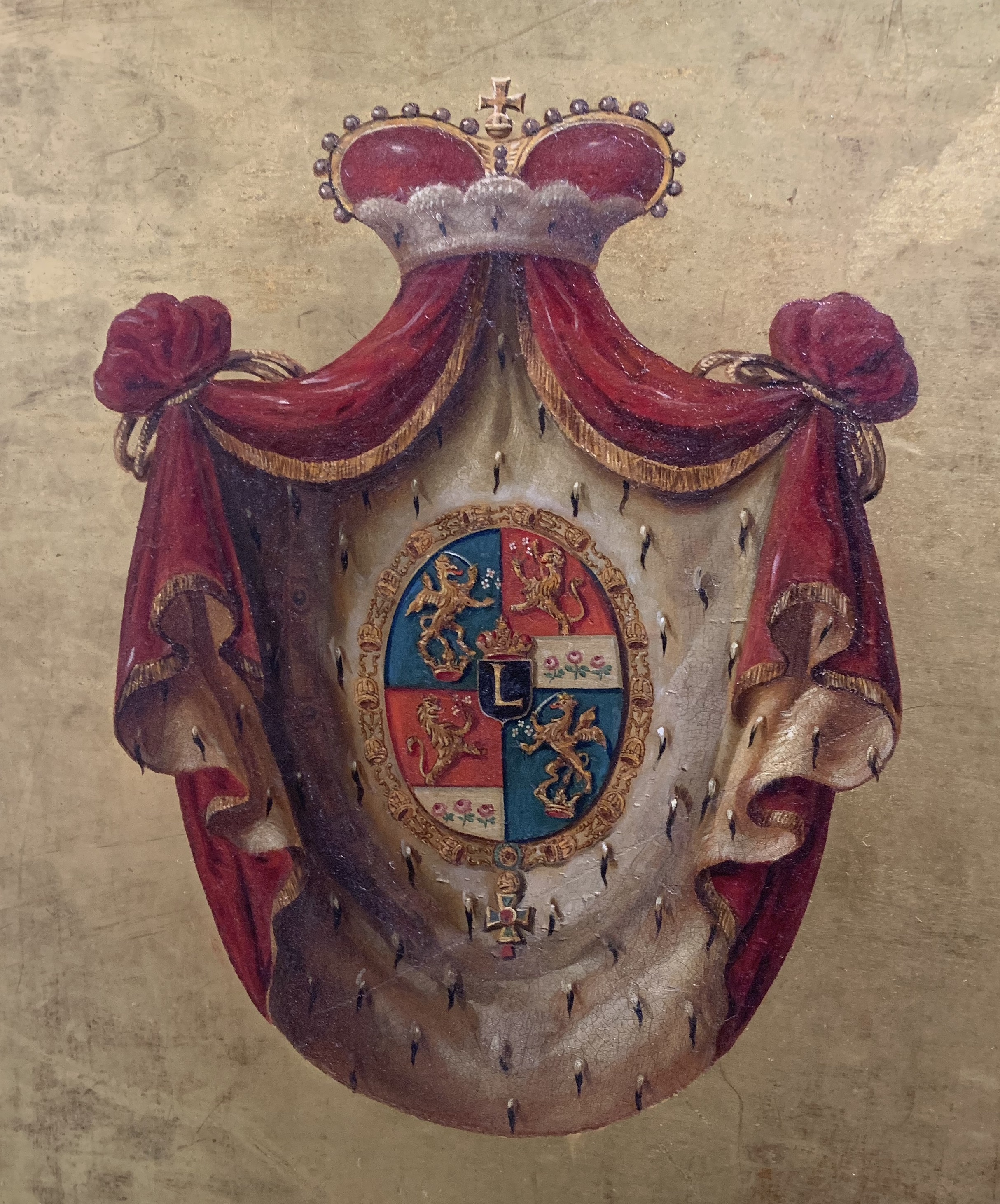
에스테르하지 가문 문장

에스테르하지(헝가리어: Esterházy)는 중세 시대에서부터 시작된 헝가리의 귀족 가문이다. 17세기부터 에스테르하지 가문은 합스부르크 군주국과 이후 오스트리아-헝가리의 일부였던 당시 헝가리 왕국의 가장 위대한 지주 거물이었다. 합스부르크 제국의 역사 동안 에스테르하지 가문은 꾸준히 합스부르크 통치자들에게 충성했다. 에스터하지 가문은 1626년에 그라프 (백작)라는 칭호를 받았고, 포르히텐슈타인 가문은 1712년에 신성 로마 제국 황제로부터 퓌르스트 (군주)라는 칭호를 받았다.